# Can Vergés (Tiana)
Can Vergés és una casa noucentista de Tiana (Maresme) inclosa a l'Inventari del Patrimoni Arquitectònic de Catalunya.

## Descripció

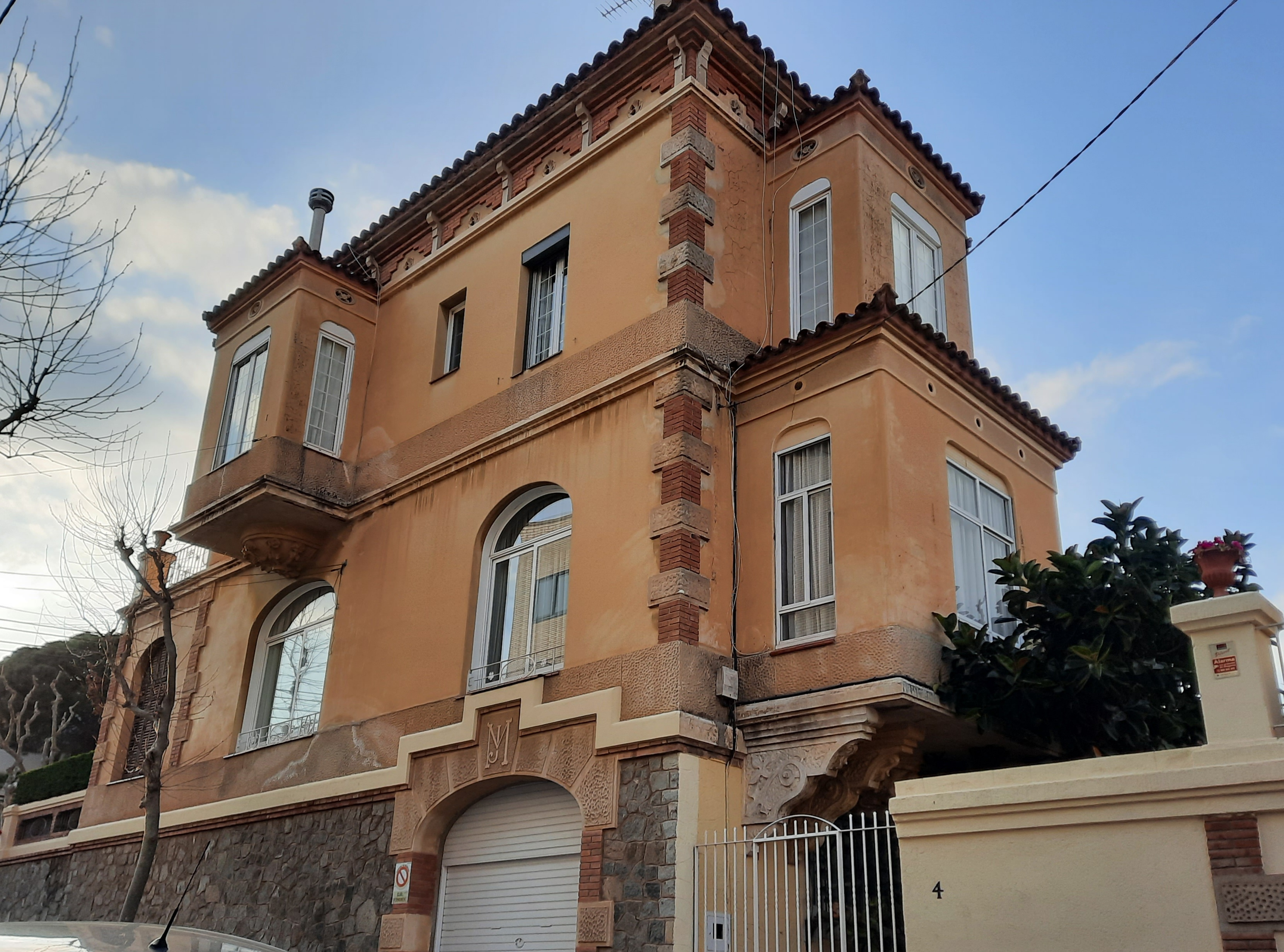
Detall de les tribunes

És un edifici civil. "Torre" o casa unifamiliar que serveix de mostra de l'arquitectura de l'eixample sud de Tiana: jardí circumdant, planta baixa i pis, combinació de diverses alçades, coberts per teulades de dues o més vessants inclinades amb amplis voladissos.
En aquest cas s'ha d'afegir l'existència de tribunes i el tractament especial dels angles, amb pedra i maó vist, i la cornisa de la teulada, que junt amb el voladís també presenten un bon treball del maó. El conjunt es troba enlairat respecte el nivell del carrer.